# Hanna Obbeek
Hanna Obbeek (24 de Abril de 1998) é uma atriz neerlandesa. Ela começou a atuar em 1999 e é mais conhecida por seus papéis Briefgeheim,  e Spijt. Ela também desempenha o papel de Akkie no filme Jogo da Vida (2012). Esta é a adaptação cinematográfica do livro de Jacques Vriens. Para este papel Obbeek foi indicada para o Prêmio Rembrandt, na categoria de Melhor Atriz.

## Filmes
| Ano  | Filmes                            | Papel             | Nota                 |
| ---- | --------------------------------- | ----------------- | -------------------- |
| 1999 | Uma mulher do norte               | A filha de Emilie | Com Hanna ter Steege |
| 1999 | Rembrandt                         | Titus             | Com Hanna ter Steege |
| 2000 | Hanna ri                          | Hanna             | Com Hanna ter Steege |
| 2010 | Carta Secreta                     | Eva               |                      |
| 2012 | Jogo da Vida                      | Akkie             | Com Hanna ter Steege |
| 2013 | Bobby e os caçadores de fantasmas | Sanne             |                      |